# Совоподібні
Совоподібні (Strigiformes) — ряд птахів, до якого належать нічні хижі птахи. Вони мають великі очі, у більшості — бінокулярний зір. У них також добре розвинений слух. Як і в інших хижих, у сов гачкоподібно загнутий дзьоб та гострі кігті на ногах. Це нагніздні птахи. Пір'я у сов дуже м'яке, тому літають вони безшумно. Ряд нараховує близько 200 сучасних видів, поширених на всіх континентах, за винятком Антарктиди та деяких ізольованих островів. В Україні живе близько 13 видів совоподібних. Найпоширеніші — сова сіра, сова болотяна, сова вухата та сич хатній. Найбільша сова в Україні — пугач — стала рідкісною і занесена до Червоної книги України. Сови — осілі або кочові птахи. Вони дуже корисні та потребують охорони.

## Опис

### Зовнішній вигляд

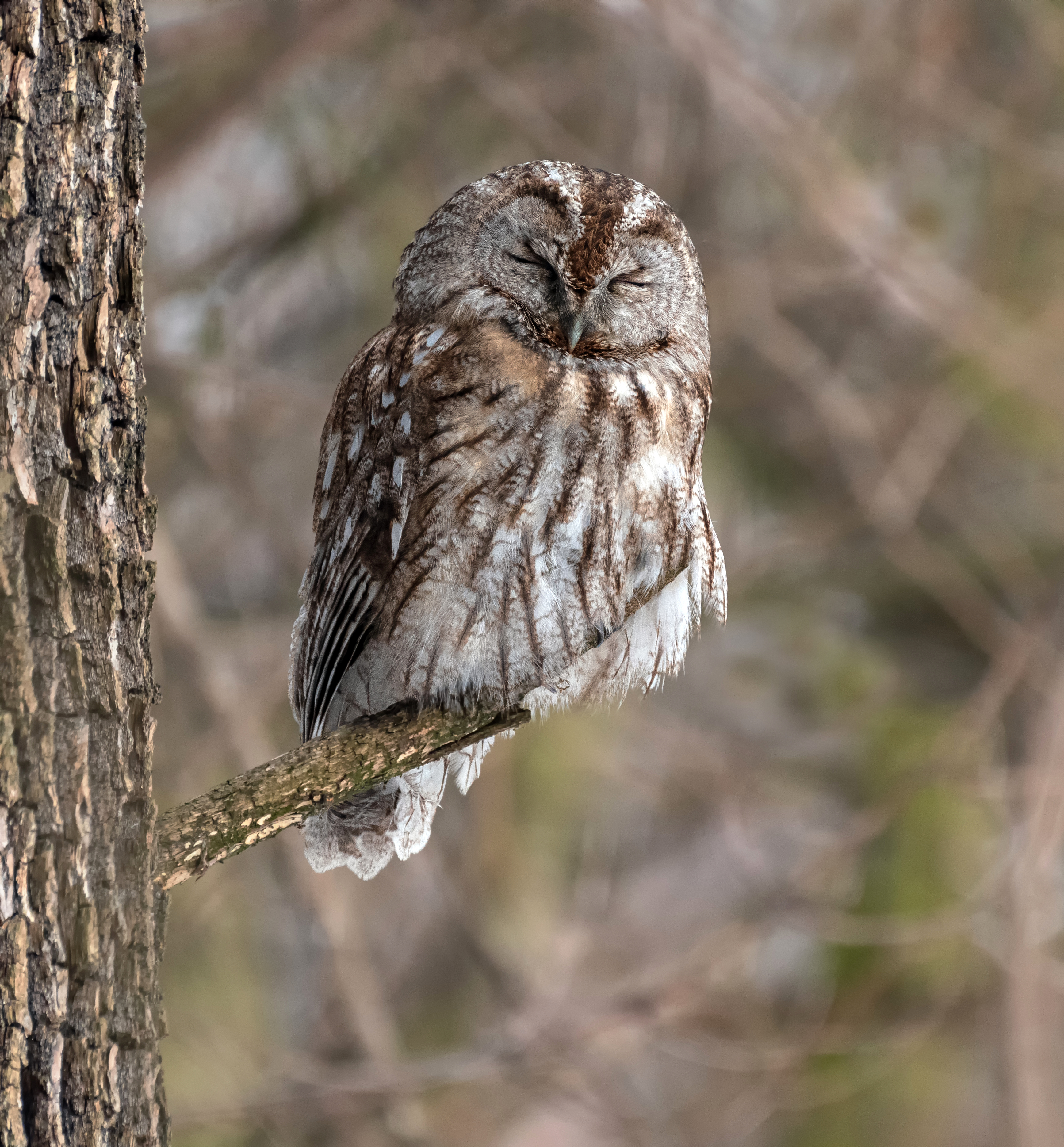
Сова сіра

Органи чуття сови заслуговують особливої уваги. Очі надзвичайно великі та настільки опуклі, що утворюють півкулі; краї рогової оболонки ока незвичайно подовжені. Зовнішній отвір вуха буває оточений складкою шкіри, яка може бути підведеною та опущеною; внаслідок цього утворюється широка вушна раковина.
В порівнянні з денними хижаками сови загалом птахи не великі, а швидше середні. Самці у сов, як правило, легші. Особливо це помітно серед совових. Так, самці сови сірої рідко важать понад 500 г, тоді як самиці часто досягають 650—700 г. Середня вага самців сови бородатої — 750 г, самиць — 1150 г.
Примітно, що розміри дорослих сов стабільніші, ніж їхня вага. Остання в несприятливі періоди життя може різко знижуватися. Птахи, що втратили навіть до 40 % ваги, як показали спостереження Нілса Хеглунга та Еріка Лансгрена за бородатими совами у Швеції, при нормалізації умов існування швидко її відновлюють. Схожі дані є і для інших видів сов.

### Поведінка
Велика частина сов починає своє полювання тільки в сутінки; проте вони і вдень досить діяльні і навіть в самий полудень вирушають за здобиччю. Очі їх зовсім не так чутливі до денного світла, як це може здаватися на перший погляд.
У розвитку розумових здібностей сови багато в чому поступаються більшій частині денних птахів; за рідкісними виключеннями, їх не можна зарахувати до розумних птахів. Вони полохливі, але необережні, насилу відрізняють справжню небезпеку від уявної і ніколи не навчаються нічому, що вимагає деякої розумової напруги. З іншими птахами свого виду вони живуть в мирі, але тільки доти, поки не вступають у дію інші чинники, наприклад голод; тоді вони здатні абсолютно спокійно з'їсти особину свого виду.
Не залишається постійною протягом доби і температура тіла сов. Ще на початку цього століття С. Симпсоном і І. Галбрайтом було переконливе показано, що температура у сов вночі вище, ніж вдень, і зміни її збігаються із зміною періодів активності і спокою. Більше того, є дані, що деякі сови вдень впадають в особливий фізіологічний стан — своєрідний транс.
Цікаво, що підвищений рівень газообміну сов з вечора до ранку, як виявили експерименти А. Н. Сегаля на птахах, яких тримали в неволі, може порівняно легко змінюватися. Для нас це цікаво тим, що сови, мабуть, досить легко можуть перебудовуватися внутрішньо і змінювати час своєї активності. Відомо, наприклад, що багато особин болотяної і яструбиної сов, сича хатнього і сови бородатої нерідко вилітають на полювання задовго до заходу сонця, тоді як інших представників цих же видів відрізняє достатньо чітко виражена сутінкова або нічна активність. На час активності сов, можливо, впливає і температура навколишнього середовища. Таким чином, переважно сутінкова активність сов хоча і є для них в цілому правилом, проте іноді може змінятися денною діяльністю.
Сови вдень сидять нерухомо і підпускають до себе близько не тому що погано бачать. Просто вони бояться привернути увагу інших птахів. Варто сові перелетіти або хоча б поворушитися, як її тут же помічають дрібні птахи і підіймають переполох. В Канаді навіть існують спеціальні методи вилову комахоїдних птахів, засновані на тому, що підманюють їх за допомогою підсадної совки. Переполох же дрібних птахів може зробити сову предметом уваги крупніших і, поза сумнівом, небезпечних хижаків.
До пугача, що виявився на виду, підлітають різні птахи і у тому числі хижі. В період, коли у нас в країні процвітало винищування хижаків і, наприклад, за убитого орлана-білохвоста виплачували премію, в багатьох мисливських господарствах спеціально утримували пугачів, яких використовували на таких полюваннях. Поводяться птахи, побачивши пугача, по-різному. Ворони звичайно з карканням кружляють над ним, іноді розсаджуються поблизу. Сороки розраховуючи поживитися залишками його трапези, діловито цвірчать в сусідніх кущах. Хижаки (за винятком чорного шуліки) пікірують, майже торкаючись пугача кігтями, і деколи вимушують його в цілях захисту перекидатися на спину і виставляти пазуристі лапи. Особливо активно нападають на пугача соколи. Шуліки, як правило, ширяють над ним на висоті. Якщо пугач сидить нерухомо, птахи втрачають до нього інтерес, але щонайменший його рух служить сигналом до атаки.
Антагонізм денних хижих птахів у відношенні до сов достатньо очевидний, хоча можливо і зворотне. Історія знає випадки, коли, наприклад, завезена людиною для боротьби з щурами на острів Ла-Діг (Сейшельські острови) сипуха витіснила місцевого боривітра (Falco area). До речі, надалі сипуха пристосувалася тут здобувати переважно птахів, і тепер за її знищення виплачується премія.
Проте нерідкісними є випадки, коли сови чудово уживаються з іншими птахами. Стали класичними приклади гніздування гусаків по сусідству з білою совою. Користь від цього співжиття для сови незрозуміла. Гусакам же воно вигідне. Захищаючи своє гніздо від нападу песців, сова біла одночасно охороняє і гніздо гусаків. Оскільки в цьому випадку сова приступає до гніздування раніше, можна припустити, що не вона шукає суспільства гусаків, а останні концентруються біля неї. В Південній Норвегії в 1967 році Івар Містеруд спостерігав сумісне гніздування довгохвостої сови і великого крохаля. Обидва птахи успішно вивели пташенят в дуплах однієї осики: у верхньому жили сови, в нижньому — качка.
Здатність постояти за себе виявляється вже в поведінці сов. Неможливо підійти близько до пугача, що сидить у вольєрі. Птах зовсім не стане кидатися уздовж сітки. Він сміливо приймає виклик. Пір'я встають дибки, крила розпускаються, загальні розміри здаються ще значнішими. Переступаючи з лапи на лапу, сова не зводить з супротивника немигтючих очей, готова в будь-яку мить і до захисту, і до нападу. При цьому вона загрозливо клацає дзьобом, раптово робить різкі випади, а іноді й шипить, немов змія. Відомо, що ні лисиця, ні песець не насмілюються наблизитися до пугача.
Навіть захоплені зненацька і не знаходячи шляхів до відступу, сови не падають духом: вони перекидаються на спину і відчайдушно захищаються пазуристими лапами. Треба сказати, що, маючи нагоду відлетіти, сови далеко не завжди прагнуть сховатися. Мабуть, вони більше сподіваються на силу кігтів, ніж на швидкість крил. Правда, дрібні сови все ж таки нерідко проявляють готовність до втечі, але це у них безумовно пов'язано з більшим, ніж у крупних сов, числом потенційних ворогів. Проте і з цього правила можуть бути винятки, особливо щодо людини. Людей все ж таки більше бояться великі сови, а не дрібні.
У цілому совам мало хто небезпечний. Дрібні їхні види поселяються в дуплах або норах і достатньо добре захищені, а великі самі здатні постояти за себе. Навіть така порівняно невелика сова, як болотяна, — вельми сміливий і войовничий птах. Не тільки в період гніздування, але і восени можна спостерігати, як вона атакує і ганяє навіть крупних птахів, наприклад сіру чаплю або очеретяного луня.

### Вокалізація
Голос сов досить гучний, але рідко приємний. Сердите ляскання дзьобом або хрипке пирхання є звичайним виразом їх душевного стану; справжній же голос їх вдається чути тільки вночі або в хвилини крайньої небезпеки.

## Розповсюдження

### Ареал
Справжнє місцеперебування сов — ліси, але вони живуть також і в степах, пустелях, населених місцевостях і містах. В Україні мешкає близько 13 видів совоподібних.

### Місця гніздування
Одні сови гніздяться в дуплах, інші в тріщинах скель або отворах стін, інші влаштовуються в земляних норах ссавців або на землі чи в гніздах інших птахів.

## Розмноження
Звичайно сова мало трудиться над своїм гніздом і часто кладе яйця прямо без жодної підстилки. Яйця їх, в числі 2 — 10, білого кольору і кулястої форми. Всі види сов виявляють сильну любов до свого потомства, захищаючи його від ворогів з надзвичайною мужністю.

## Живлення
Для більшості сов характерна сутінкова і нічна активність. Зголодніла за день сова починає полювати звичайно зразу ж після заходу сонця. Біля півночі наступає спад інтенсивності полювання або воно навіть припиняється, але перед світанком спостерігається новий пік діяльності. Помічено, що в темні, хмарні ночі сови менш активні, ніж в місячні. Спостереження за життям сов показали, що максимальна активність цих птахів також приурочена до сутінків, хоча вони тут дуже нетривалі. Таким чином, абсолютно очевидно, що оптимальні умови для полювання сови знаходять в сутінках, а не вночі. В похмуру погоду сови з вечора вилітають на полювання раніше, ніж в безхмарну.
Про те, що активність сов пов'язана з освітленістю, говорять і останні роботи Миколи Хеймо, в яких порівнюється час максимальної мисливської діяльності гороб'ячого сичика у Фінляндії, Австрії, Швеції та Норвегії. Тобто скрізь пора настання сутінків визначала і час пильнування цих птахів.
Р. А. Новиков відзначає, що період активності сов в лісостепових дібровах, зокрема звичайної неяситі, влітку становить всього шість-сім годин в добу, тобто він значно менший, ніж у денних хижих птахів. Цей факт свідчить, наскільки інтенсивно повинне протікати полювання сов.
С. М. Гатенхаузену вдалося показати експериментально, що фотоперіодизм регулює газообмін у сов і що інтенсивність його повністю корелює зі зміною добової активності. Так, якщо у денних хижаків, наприклад боривітра, дихальний коефіцієнт зменшується від 0,76 вдень - до 0,74 вночі, то у нічних птахів, наприклад у вухатої сови, він збільшується з 0,76 вдень - до 0,83 вночі.
Основу ж раціону сов складають перш за все тварини, активні в нічні та сутінкові години.
Можливість регулярної здобичі корму совами визначається не тільки збігом періодів активності жертви і хижака, але і співвідношенням їх розмірів. Іншими словами, жертва повинна бути під силу хижаку.
Вражає ненажерливість сов. Так, Е. П. Спангенберг здобував в полезахисних насадженнях болотяних сов, в шлунках яких знаходив по десять і більше полівок. Є відомості й про сипуху, що з'їла за ніч п'ятнадцять мишей.
Потреба в кормі у різних видів сов, ймовірно, неоднакова. Так, молодий самець білої сови, що містився в неволі канадським орнітологом Джоном Сиденстікером, не худнув, споживаючи щодня їжу в кількості, рівній 8,6 % від ваги свого тіла (вага сови становила 1518 г). Цей же птах міг з'їсти і до 10 % корму. В природі ж полярна сова поїдає корму ще більше — звичайно 11–19 % власної ваги. Не менше поглинають корму й інші сови. Бородата сова і пугач щодня повинні з'їдати тваринної їжі в кількості до 7 % ваги власного тіла.
Відразу заковтнути велику кількість їжі сови не можуть, оскільки у них відсутнє воло. Можливо, з цією особливістю будови стравоходу (у денних хижих птахів, наприклад, воло є) у сов і пов'язане одне з найцікавіших явищ в їхній поведінці — запасання їжі. Явище це поки що вивчено недостатньо. М. А. Мензбир описав випадок, коли вухата сова ховала недоїдену частину здобичі, зариваючи її в листя, і пізніше прилітала до цього сховища. У книзі «Супутник слідопита» А. Н. Формозов наводить дані спостереження за пугачем, який повертався до убитого ним зайця доти, поки на місці полювання не залишився лише втоптаний сніг з плямочкою крові та декілька клаптиків шерсті. Проте повернення до здобичі — це ще не запасання корму в повному розумінні. Така поведінка швидше говорить про наявність пам'яті у птахів. Сови ж роблять і справжні запаси, розраховані на використовування в майбутньому. Запасання їжі є характерним для дрібних видів, наприклад для сичика-горобця. Ця крихітна сова влаштовує цілі склади провізії. Мабуть, рекордний запас був знайдений Р. Н. Лихачевим в Тульській області взимку 1951 року. Тут в дуплі великого строкатого дятла були знайдені 81 руда полівка, 3 звичайні полівки і 2 малі бурозубки загальною вагою 1396 г! Сичики роблять запаси лише з осені і до кінця січня — лютого, як правило, вже майже повністю їх використовують.
Здатність споживати велику кількість корму й уміння запасати його дивним чином поєднуються у сов зі здатністю порівняно довго голодувати. Два-три дні без їжі сови переносять без помітного пригноблення. Відомий випадок, коли біла сова прожила без їжі 24 дні. Як сови п'ють ніхто не бачив. Ймовірно, вони задовольняються водою, одержуваною з тваринною їжею. Проте, судячи за даними Гарі Коуломба, земляна сова регулярно прилітає на водопої.
Як і денні хижі птахи, сови схоплюють здобич не дзьобом, а кігтями. Частіше за все вони утримують жертву однією лапою, причому дрібну здобич — мишу беруть не упоперек тіла, а уподовж. При цьому жертва виявляється затисненою між двома зовнішніми (третім і четвертим) і двома внутрішніми (першим і другим) пальцями, кігтями яких і заколюється. В цій справі кіготь четвертого пальця бере мінімальну участь. Дзьоб служить совам лише для подрібнення здобичі. Проте багато сов воліють ловити таких тварин, яких в змозі проковтнути цілком.
На відміну від денних хижих птахів у сов розвинуті сліпі кишки, які, як відомо, призначені для засвоєння важкоперетравлюваної їжі рослинного походження. Тому для хижаків в цілому вони не характерні. Присутність же їх у сов можна пояснити, по-перше, спадковістю далеких предків, а по-друге, що найімовірніше, вторинним пристосуванням унаслідок звички заковтувати здобич за можливості цілком. У цьому випадку разом з мишею сова поглинає і вміст її шлунку — напівперетравлені рослинні залишки. Навіть тоді, коли жертва поїдається частинами, — а робиться це більшістю сов, особливо при дефіциті корму, вельми нерозбірливо, — пожирається все, що можна відірвати і проковтнути, у тому числі шлунок, кістки і шерсть.
Чому, проте, сови не виїдають у здобичі переважно м'язи, як це робить більшість денних хижих птахів? Можливо, диференційоване пожирання жертви для сов важке, оскільки вони дуже погано бачать на близькій відстані. Але ймовірне і інше припущення: для нормальної життєдіяльності совам необхідна різноманітна їжа, зокрема і напівперетравлена рослинна маса. Це питання ще залишається не вивченим.
Спостереження показують, що далеко не все, що сови проковтують, вони можуть перетравити: в шлунок часто потрапляє дуже багато шерсті, пір'я і кісток. Неперетравлена частина їжі — спресовані грудки — регулярно відригується совою у вигляді погадок. Для сов погадки набагато характерніші, ніж для денних хижаків. Процес викидання погадки у сов досить тривалий. Спостерігаючи за совою, звичайно можна передбачити цю подію ще за чверть години до її початку. Ознакою, що віщує появу погадки, служить часте «позіхання». Іноді створюється враження, що птах чимось похлинувся. Періодично пір'я на шиї сови то відкопилюються, то знов приймають звичайне положення і птах неначе робить ковтальні рухи.
Совина погадка формою є циліндром з одним округлим і другим, як правило, загостреним кінцем. У більшості мишоїдних видів зовні вона здається суцільно складеною з вовни. Проте якщо її розтерти, всередині виявляється маса кісток, включаючи навіть цілі черепи гризунів. За розмірами погадки сильно варіюють.
Довжина їх, наприклад, у болотяної сови коливається від чотирьох до восьми з половиною сантиметрів; стабільніший діаметр — близько двох сантиметрів. Погадка пугача може бути вельми значною — до десяти сантиметрів в довжину і близько чотирьох в поперечнику.
Цікаво, що пташенята багатьох сов відригують погадки лише в пізньому віці і роблять це далеко не регулярно. Ріхард Кларк, що порівнював погадки денних хижих птахів і сов, вказував, що в погадках дорослої сови, наприклад болотяної, кістки складають близько 44 % (суха вага), а польового луня — рідко понад 17 %. При цьому в погадках луня кістки навіть дрібних гризунів виявляються значно роздробленішими, ніж в погадках сови. От чому погадки у сов на дотик завжди щільніші, ніж у денних хижаків.
В живленні денних і нічних птахів багато загального. Справді, як ті, так і інші нерідко спеціалізуються на добуванні дрібних ссавців, зокрема гризунів. В обох групах знаходяться також види, які часом воліють полювати на дрібних птахів, і комахоїдні види. Нарешті, є і види, що живляться рибою. Правда, серед сов їх всього чотири і всі вони належать до одного роду — рибних сов. Серед сов немає лише видів, що регулярно годуються плазунами. І це зрозуміло — більшість ящірок і змій, принаймні в помірних широтах, активна переважно в денний час, що утрудняє совам зустріч з ними. Немає серед сов і вузькоспеціалізованих падалеїдів, а також рослиноїдних видів. Основним об'єктом полювання для двох третин всіх відомих видів сов є гризуни. Біля чверті видів до складу своєї їжі регулярно включають павуків і крупних комах — бражників, совок, жуків і прямокрилих. Комахоїдність характерна для сов дрібної і середньої величини.
Значно рідше сови споживають падло. Зовсім рідко і лише окремі особи сов живляться рослинною їжею. Радянський еколог І. В. Кожанчиков, зіставляючи багатоїдність тварин і мінливість середовища, вказував, що при будь-якому ступені багатоїдності особини зберігають певну трофічну спеціалізацію. Це проявляється перш за все в переважному поїданні улюбленого для цього виду тваринного корму. Часом багатоїдність стає вимушеною. Вона дозволяє виду пережити несприятливі кормові умови. Зміна чисельності і доступності жертв за сезонами також приводить до багатоїдності. Звідси зрозуміло, чому більшість сов, що ведуть осілий спосіб життя, у принципі — багатоїдні хижаки.
Багато орнітологів вважають, що вибірковість живлення залежить від доступності жертви для хижака. Інші ж вважають, що в процесі полювання сови все ж таки віддають перевагу тому або іншому виду жертви.

## Вороги
На сов полюють чимало інших тварин. Зокрема, їх можуть здобувати денні хижі птахи[джерело?]. Весь ліс приходить в хвилювання, як тільки де-небудь буде помічена присутність сови; один птах попереджає іншого.
У природі сови частіше за все гинуть, мабуть, від денних хижих птахів, найкрупніші з яких небезпечні насамперед для видів, що мешкають у відкритому ландшафті. На болотяну сову успішно полює беркут, а іноді й інші орли. В Лапландському заповіднику Р. А. Новиков знаходив залишки волохатих сичів у гнізді кречета.
З наземних хижаків найбільшу небезпеку совам заподіюють лісова і кам'яна куниці. Вони ловлять на гніздах самиць волохатих сичів, знищують їх кладки, пожирають пташенят. В результаті в багатьох районах Європи опинилося порушеним природне співвідношення статей у цих птахів. Так, у Швабській юрі (ФРН), де в лісових відрогах чисельність куниці достатньо велика і стабільна, як показали дослідження Клауса Кеніга, проведені в 1965—1969 роках, на одну самицю волохатого сича доводиться не менше трьох-чотирьох самців. Для сов, що ведуть парний спосіб життя, таке положення, безперечно, неприродне.
Однак більшість сов знищується людьми.
Багато сов гине в нічний час на автострадах. Засліплених світлом птахів збивають автомашини. Частіше за все від цього страждає болотяна сова, що охоче сідає на асфальт для відпочинку.
Іноді сови гинуть від нестачі корму, але частіше від поєднання несприятливих кормових і суворих кліматичних умов. Р. Ф. Ферайн приводить випадок, коли, наприклад, в Бельгії при незвичайно морозній і сніжній зимі за рік загинуло до 76 % окільцьованих молодят і 51 % дорослих сипух. При цьому більшість молодих птахів постраждала у вересні — січні. Максимальна смертність дорослих особин реєструється у січні — березні, тобто у період кочівлі. Масова загибель сірих сов, вухатих сов і сипух відзначена Н. И. Гавриленко в Україні в сувору і малокормну зиму 1963—1964 року.

## Тривалість життя
Максимальна тривалість життя в природі, за даними кільцювання, зафіксована у сипухи. Одна з них прожила на волі майже 18 років. П'ятнадцять з половиною років жив в природі сич хатній. Вказаними термінами далеко не вичерпуються життєві можливості сов. В багатьох зоопарках світу пугачі доживали до сорока і навіть п'ятдесяти років. У книзі Б. Казаченко «Охотничья фауна Пензенской области» йдеться навіть про вісімдесятирічних пугачів! В природі в умовах гострої боротьби за існування жодна сова такого віку досягти, звичайно, не може.

## Сова в культурі
Сова — символ мудрості, атрибут давньогрецької богині Афіни.
В українській культурі сова, пугач, сич — народнопоетичний символ смерті, пітьми. Крик сича віщує пожежу, смерть, біду взагалі. Наприклад, таке використання у Шевченка в баладі «Причинна»: «Сичі в гаю перекликались…».
Совами також називають людей, які звикли пізно лягати спати та пізно вставати (на відміну від жайворонків).
У серії (1997—2007) романів Джоан Роулінг про Гаррі Поттера сови використовуються як засіб зв'язку між чарівниками (совина пошта).
У серії (2008—2014) романів Алєки Вольських про Мілу Рудік сова є тотемом головної героїні, а ще намальована на чорній мітці Гільдії.

## Класифікація
- Родина Совові (Strigidae)
  - Рід Сплюшка (Otus)
  - Рід Megascops
  - Рід Pyrroglaux
  - Рід Gymnoglaux
  - Рід Ptilopsis
  - Рід Mimizuku
  - Рід Lophostrix
  - Рід Jubula
  - Рід Pulsatrix
  - Рід Пугач (Bubo)
    - Рід Сова біла (Bubo scandiacus; Nyctea scandiaca)

  - Рід Ketupa
    - Ketupa blakistoni
    - Ketupa zeylonensis
    - Ketupa flavipes
    - Ketupa ketupu

  - Рід Scotopelia
  - Рід Сова яструбина (Surnia)
  - Рід Сичик-горобець (Glaucidium)
  - Рід Xenoglaux
  - Рід Micrathene
    - Micrathene whitneyi

  - Рід Сич (Athene)
  - Рід Ciccaba
  - Рід Сова (Strix)
  - Рід Вухата сова (Asio)
  - Рід Nesasio
  - Рід Pseudoscops
  - Рід Волохатий сич (Aegolius)
    - Сич волохатий (Aegolius funereus)
    - Aegolius acadicus
    - Aegolius ridgwayi
    - Aegolius harrisii

  - Рід Ninox
  - Рід Uroglaux
  - Рід Sceloglaux
- Родина Сипухові (Tytonidae)
  - Рід Сипуха (Tyto)
  - Рід Phodilus
    - Phodilus badius
    - Phodilus prigoginei

## Філогенія
|  | Accipitriformes |
|  |                 |
|  | Cathartiformes  |
|  |                 |

|                    | Bucerotiformes                                               |
|                    |                                                              |
| Picodynastornithes | \| \| Coraciiformes \| \| \| \| \| \| Piciformes \| \| \| \| |
|                    | \| \| Coraciiformes \| \| \| \| \| \| Piciformes \| \| \| \| |
|                    | Coraciiformes                                                |
|                    |                                                              |
|                    | Piciformes                                                   |
|                    |                                                              |

|  | Coraciiformes |
|  |               |
|  | Piciformes    |
|  |               |

|                    | Bucerotiformes                                               |
|                    |                                                              |
| Picodynastornithes | \| \| Coraciiformes \| \| \| \| \| \| Piciformes \| \| \| \| |
|                    | \| \| Coraciiformes \| \| \| \| \| \| Piciformes \| \| \| \| |
|                    | Coraciiformes                                                |
|                    |                                                              |
|                    | Piciformes                                                   |
|                    |                                                              |

|  | Coraciiformes |
|  |               |
|  | Piciformes    |
|  |               |

|                    | Bucerotiformes                                               |
|                    |                                                              |
| Picodynastornithes | \| \| Coraciiformes \| \| \| \| \| \| Piciformes \| \| \| \| |
|                    | \| \| Coraciiformes \| \| \| \| \| \| Piciformes \| \| \| \| |
|                    | Coraciiformes                                                |
|                    |                                                              |
|                    | Piciformes                                                   |
|                    |                                                              |

|  | Coraciiformes |
|  |               |
|  | Piciformes    |
|  |               |

|                    | Bucerotiformes                                               |
|                    |                                                              |
| Picodynastornithes | \| \| Coraciiformes \| \| \| \| \| \| Piciformes \| \| \| \| |
|                    | \| \| Coraciiformes \| \| \| \| \| \| Piciformes \| \| \| \| |
|                    | Coraciiformes                                                |
|                    |                                                              |
|                    | Piciformes                                                   |
|                    |                                                              |

|  | Coraciiformes |
|  |               |
|  | Piciformes    |
|  |               |

|                    | Bucerotiformes                                               |
|                    |                                                              |
| Picodynastornithes | \| \| Coraciiformes \| \| \| \| \| \| Piciformes \| \| \| \| |
|                    | \| \| Coraciiformes \| \| \| \| \| \| Piciformes \| \| \| \| |
|                    | Coraciiformes                                                |
|                    |                                                              |
|                    | Piciformes                                                   |
|                    |                                                              |

|  | Coraciiformes |
|  |               |
|  | Piciformes    |
|  |               |

|                    | Bucerotiformes                                               |
|                    |                                                              |
| Picodynastornithes | \| \| Coraciiformes \| \| \| \| \| \| Piciformes \| \| \| \| |
|                    | \| \| Coraciiformes \| \| \| \| \| \| Piciformes \| \| \| \| |
|                    | Coraciiformes                                                |
|                    |                                                              |
|                    | Piciformes                                                   |
|                    |                                                              |

|  | Coraciiformes |
|  |               |
|  | Piciformes    |
|  |               |

|                    | Bucerotiformes                                               |
|                    |                                                              |
| Picodynastornithes | \| \| Coraciiformes \| \| \| \| \| \| Piciformes \| \| \| \| |
|                    | \| \| Coraciiformes \| \| \| \| \| \| Piciformes \| \| \| \| |
|                    | Coraciiformes                                                |
|                    |                                                              |
|                    | Piciformes                                                   |
|                    |                                                              |

|  | Coraciiformes |
|  |               |
|  | Piciformes    |
|  |               |

|                    | Bucerotiformes                                               |
|                    |                                                              |
| Picodynastornithes | \| \| Coraciiformes \| \| \| \| \| \| Piciformes \| \| \| \| |
|                    | \| \| Coraciiformes \| \| \| \| \| \| Piciformes \| \| \| \| |
|                    | Coraciiformes                                                |
|                    |                                                              |
|                    | Piciformes                                                   |
|                    |                                                              |

|  | Coraciiformes |
|  |               |
|  | Piciformes    |
|  |               |

|                    | Bucerotiformes                                               |
|                    |                                                              |
| Picodynastornithes | \| \| Coraciiformes \| \| \| \| \| \| Piciformes \| \| \| \| |
|                    | \| \| Coraciiformes \| \| \| \| \| \| Piciformes \| \| \| \| |
|                    | Coraciiformes                                                |
|                    |                                                              |
|                    | Piciformes                                                   |
|                    |                                                              |

|  | Coraciiformes |
|  |               |
|  | Piciformes    |
|  |               |

|                    | Bucerotiformes                                               |
|                    |                                                              |
| Picodynastornithes | \| \| Coraciiformes \| \| \| \| \| \| Piciformes \| \| \| \| |
|                    | \| \| Coraciiformes \| \| \| \| \| \| Piciformes \| \| \| \| |
|                    | Coraciiformes                                                |
|                    |                                                              |
|                    | Piciformes                                                   |
|                    |                                                              |

|  | Coraciiformes |
|  |               |
|  | Piciformes    |
|  |               |

|                    | Bucerotiformes                                               |
|                    |                                                              |
| Picodynastornithes | \| \| Coraciiformes \| \| \| \| \| \| Piciformes \| \| \| \| |
|                    | \| \| Coraciiformes \| \| \| \| \| \| Piciformes \| \| \| \| |
|                    | Coraciiformes                                                |
|                    |                                                              |
|                    | Piciformes                                                   |
|                    |                                                              |

|  | Coraciiformes |
|  |               |
|  | Piciformes    |
|  |               |

|                    | Bucerotiformes                                               |
|                    |                                                              |
| Picodynastornithes | \| \| Coraciiformes \| \| \| \| \| \| Piciformes \| \| \| \| |
|                    | \| \| Coraciiformes \| \| \| \| \| \| Piciformes \| \| \| \| |
|                    | Coraciiformes                                                |
|                    |                                                              |
|                    | Piciformes                                                   |
|                    |                                                              |

|  | Coraciiformes |
|  |               |
|  | Piciformes    |
|  |               |

|                    | Bucerotiformes                                               |
|                    |                                                              |
| Picodynastornithes | \| \| Coraciiformes \| \| \| \| \| \| Piciformes \| \| \| \| |
|                    | \| \| Coraciiformes \| \| \| \| \| \| Piciformes \| \| \| \| |
|                    | Coraciiformes                                                |
|                    |                                                              |
|                    | Piciformes                                                   |
|                    |                                                              |

|  | Coraciiformes |
|  |               |
|  | Piciformes    |
|  |               |

|                    | Bucerotiformes                                               |
|                    |                                                              |
| Picodynastornithes | \| \| Coraciiformes \| \| \| \| \| \| Piciformes \| \| \| \| |
|                    | \| \| Coraciiformes \| \| \| \| \| \| Piciformes \| \| \| \| |
|                    | Coraciiformes                                                |
|                    |                                                              |
|                    | Piciformes                                                   |
|                    |                                                              |

|  | Coraciiformes |
|  |               |
|  | Piciformes    |
|  |               |

|                    | Bucerotiformes                                               |
|                    |                                                              |
| Picodynastornithes | \| \| Coraciiformes \| \| \| \| \| \| Piciformes \| \| \| \| |
|                    | \| \| Coraciiformes \| \| \| \| \| \| Piciformes \| \| \| \| |
|                    | Coraciiformes                                                |
|                    |                                                              |
|                    | Piciformes                                                   |
|                    |                                                              |

|  | Coraciiformes |
|  |               |
|  | Piciformes    |
|  |               |

|                    | Bucerotiformes                                               |
|                    |                                                              |
| Picodynastornithes | \| \| Coraciiformes \| \| \| \| \| \| Piciformes \| \| \| \| |
|                    | \| \| Coraciiformes \| \| \| \| \| \| Piciformes \| \| \| \| |
|                    | Coraciiformes                                                |
|                    |                                                              |
|                    | Piciformes                                                   |
|                    |                                                              |

|  | Coraciiformes |
|  |               |
|  | Piciformes    |
|  |               |

|  | Accipitriformes |
|  |                 |
|  | Cathartiformes  |
|  |                 |

|                    | Bucerotiformes                                               |
|                    |                                                              |
| Picodynastornithes | \| \| Coraciiformes \| \| \| \| \| \| Piciformes \| \| \| \| |
|                    | \| \| Coraciiformes \| \| \| \| \| \| Piciformes \| \| \| \| |
|                    | Coraciiformes                                                |
|                    |                                                              |
|                    | Piciformes                                                   |
|                    |                                                              |

|  | Coraciiformes |
|  |               |
|  | Piciformes    |
|  |               |

|                    | Bucerotiformes                                               |
|                    |                                                              |
| Picodynastornithes | \| \| Coraciiformes \| \| \| \| \| \| Piciformes \| \| \| \| |
|                    | \| \| Coraciiformes \| \| \| \| \| \| Piciformes \| \| \| \| |
|                    | Coraciiformes                                                |
|                    |                                                              |
|                    | Piciformes                                                   |
|                    |                                                              |

|  | Coraciiformes |
|  |               |
|  | Piciformes    |
|  |               |

|                    | Bucerotiformes                                               |
|                    |                                                              |
| Picodynastornithes | \| \| Coraciiformes \| \| \| \| \| \| Piciformes \| \| \| \| |
|                    | \| \| Coraciiformes \| \| \| \| \| \| Piciformes \| \| \| \| |
|                    | Coraciiformes                                                |
|                    |                                                              |
|                    | Piciformes                                                   |
|                    |                                                              |

|  | Coraciiformes |
|  |               |
|  | Piciformes    |
|  |               |

|                    | Bucerotiformes                                               |
|                    |                                                              |
| Picodynastornithes | \| \| Coraciiformes \| \| \| \| \| \| Piciformes \| \| \| \| |
|                    | \| \| Coraciiformes \| \| \| \| \| \| Piciformes \| \| \| \| |
|                    | Coraciiformes                                                |
|                    |                                                              |
|                    | Piciformes                                                   |
|                    |                                                              |

|  | Coraciiformes |
|  |               |
|  | Piciformes    |
|  |               |

|                    | Bucerotiformes                                               |
|                    |                                                              |
| Picodynastornithes | \| \| Coraciiformes \| \| \| \| \| \| Piciformes \| \| \| \| |
|                    | \| \| Coraciiformes \| \| \| \| \| \| Piciformes \| \| \| \| |
|                    | Coraciiformes                                                |
|                    |                                                              |
|                    | Piciformes                                                   |
|                    |                                                              |

|  | Coraciiformes |
|  |               |
|  | Piciformes    |
|  |               |

|                    | Bucerotiformes                                               |
|                    |                                                              |
| Picodynastornithes | \| \| Coraciiformes \| \| \| \| \| \| Piciformes \| \| \| \| |
|                    | \| \| Coraciiformes \| \| \| \| \| \| Piciformes \| \| \| \| |
|                    | Coraciiformes                                                |
|                    |                                                              |
|                    | Piciformes                                                   |
|                    |                                                              |

|  | Coraciiformes |
|  |               |
|  | Piciformes    |
|  |               |

|                    | Bucerotiformes                                               |
|                    |                                                              |
| Picodynastornithes | \| \| Coraciiformes \| \| \| \| \| \| Piciformes \| \| \| \| |
|                    | \| \| Coraciiformes \| \| \| \| \| \| Piciformes \| \| \| \| |
|                    | Coraciiformes                                                |
|                    |                                                              |
|                    | Piciformes                                                   |
|                    |                                                              |

|  | Coraciiformes |
|  |               |
|  | Piciformes    |
|  |               |

|                    | Bucerotiformes                                               |
|                    |                                                              |
| Picodynastornithes | \| \| Coraciiformes \| \| \| \| \| \| Piciformes \| \| \| \| |
|                    | \| \| Coraciiformes \| \| \| \| \| \| Piciformes \| \| \| \| |
|                    | Coraciiformes                                                |
|                    |                                                              |
|                    | Piciformes                                                   |
|                    |                                                              |

|  | Coraciiformes |
|  |               |
|  | Piciformes    |
|  |               |

|                    | Bucerotiformes                                               |
|                    |                                                              |
| Picodynastornithes | \| \| Coraciiformes \| \| \| \| \| \| Piciformes \| \| \| \| |
|                    | \| \| Coraciiformes \| \| \| \| \| \| Piciformes \| \| \| \| |
|                    | Coraciiformes                                                |
|                    |                                                              |
|                    | Piciformes                                                   |
|                    |                                                              |

|  | Coraciiformes |
|  |               |
|  | Piciformes    |
|  |               |

|                    | Bucerotiformes                                               |
|                    |                                                              |
| Picodynastornithes | \| \| Coraciiformes \| \| \| \| \| \| Piciformes \| \| \| \| |
|                    | \| \| Coraciiformes \| \| \| \| \| \| Piciformes \| \| \| \| |
|                    | Coraciiformes                                                |
|                    |                                                              |
|                    | Piciformes                                                   |
|                    |                                                              |

|  | Coraciiformes |
|  |               |
|  | Piciformes    |
|  |               |

|                    | Bucerotiformes                                               |
|                    |                                                              |
| Picodynastornithes | \| \| Coraciiformes \| \| \| \| \| \| Piciformes \| \| \| \| |
|                    | \| \| Coraciiformes \| \| \| \| \| \| Piciformes \| \| \| \| |
|                    | Coraciiformes                                                |
|                    |                                                              |
|                    | Piciformes                                                   |
|                    |                                                              |

|  | Coraciiformes |
|  |               |
|  | Piciformes    |
|  |               |

|                    | Bucerotiformes                                               |
|                    |                                                              |
| Picodynastornithes | \| \| Coraciiformes \| \| \| \| \| \| Piciformes \| \| \| \| |
|                    | \| \| Coraciiformes \| \| \| \| \| \| Piciformes \| \| \| \| |
|                    | Coraciiformes                                                |
|                    |                                                              |
|                    | Piciformes                                                   |
|                    |                                                              |

|  | Coraciiformes |
|  |               |
|  | Piciformes    |
|  |               |

|                    | Bucerotiformes                                               |
|                    |                                                              |
| Picodynastornithes | \| \| Coraciiformes \| \| \| \| \| \| Piciformes \| \| \| \| |
|                    | \| \| Coraciiformes \| \| \| \| \| \| Piciformes \| \| \| \| |
|                    | Coraciiformes                                                |
|                    |                                                              |
|                    | Piciformes                                                   |
|                    |                                                              |

|  | Coraciiformes |
|  |               |
|  | Piciformes    |
|  |               |

|                    | Bucerotiformes                                               |
|                    |                                                              |
| Picodynastornithes | \| \| Coraciiformes \| \| \| \| \| \| Piciformes \| \| \| \| |
|                    | \| \| Coraciiformes \| \| \| \| \| \| Piciformes \| \| \| \| |
|                    | Coraciiformes                                                |
|                    |                                                              |
|                    | Piciformes                                                   |
|                    |                                                              |

|  | Coraciiformes |
|  |               |
|  | Piciformes    |
|  |               |

|                    | Bucerotiformes                                               |
|                    |                                                              |
| Picodynastornithes | \| \| Coraciiformes \| \| \| \| \| \| Piciformes \| \| \| \| |
|                    | \| \| Coraciiformes \| \| \| \| \| \| Piciformes \| \| \| \| |
|                    | Coraciiformes                                                |
|                    |                                                              |
|                    | Piciformes                                                   |
|                    |                                                              |

|  | Coraciiformes |
|  |               |
|  | Piciformes    |
|  |               |

|                    | Bucerotiformes                                               |
|                    |                                                              |
| Picodynastornithes | \| \| Coraciiformes \| \| \| \| \| \| Piciformes \| \| \| \| |
|                    | \| \| Coraciiformes \| \| \| \| \| \| Piciformes \| \| \| \| |
|                    | Coraciiformes                                                |
|                    |                                                              |
|                    | Piciformes                                                   |
|                    |                                                              |

|  | Coraciiformes |
|  |               |
|  | Piciformes    |
|  |               |

|                  | Falconiformes                                                    |
|                  |                                                                  |
| Psittacopasserae | \| \| Psittaciformes \| \| \| \| \| \| Passeriformes \| \| \| \| |
|                  | \| \| Psittaciformes \| \| \| \| \| \| Passeriformes \| \| \| \| |
|                  | Psittaciformes                                                   |
|                  |                                                                  |
|                  | Passeriformes                                                    |
|                  |                                                                  |

|  | Psittaciformes |
|  |                |
|  | Passeriformes  |
|  |                |

|                  | Falconiformes                                                    |
|                  |                                                                  |
| Psittacopasserae | \| \| Psittaciformes \| \| \| \| \| \| Passeriformes \| \| \| \| |
|                  | \| \| Psittaciformes \| \| \| \| \| \| Passeriformes \| \| \| \| |
|                  | Psittaciformes                                                   |
|                  |                                                                  |
|                  | Passeriformes                                                    |
|                  |                                                                  |

|  | Psittaciformes |
|  |                |
|  | Passeriformes  |
|  |                |

|  | Accipitriformes |
|  |                 |
|  | Cathartiformes  |
|  |                 |

|                    | Bucerotiformes                                               |
|                    |                                                              |
| Picodynastornithes | \| \| Coraciiformes \| \| \| \| \| \| Piciformes \| \| \| \| |
|                    | \| \| Coraciiformes \| \| \| \| \| \| Piciformes \| \| \| \| |
|                    | Coraciiformes                                                |
|                    |                                                              |
|                    | Piciformes                                                   |
|                    |                                                              |

|  | Coraciiformes |
|  |               |
|  | Piciformes    |
|  |               |

|                    | Bucerotiformes                                               |
|                    |                                                              |
| Picodynastornithes | \| \| Coraciiformes \| \| \| \| \| \| Piciformes \| \| \| \| |
|                    | \| \| Coraciiformes \| \| \| \| \| \| Piciformes \| \| \| \| |
|                    | Coraciiformes                                                |
|                    |                                                              |
|                    | Piciformes                                                   |
|                    |                                                              |

|  | Coraciiformes |
|  |               |
|  | Piciformes    |
|  |               |

|                    | Bucerotiformes                                               |
|                    |                                                              |
| Picodynastornithes | \| \| Coraciiformes \| \| \| \| \| \| Piciformes \| \| \| \| |
|                    | \| \| Coraciiformes \| \| \| \| \| \| Piciformes \| \| \| \| |
|                    | Coraciiformes                                                |
|                    |                                                              |
|                    | Piciformes                                                   |
|                    |                                                              |

|  | Coraciiformes |
|  |               |
|  | Piciformes    |
|  |               |

|                    | Bucerotiformes                                               |
|                    |                                                              |
| Picodynastornithes | \| \| Coraciiformes \| \| \| \| \| \| Piciformes \| \| \| \| |
|                    | \| \| Coraciiformes \| \| \| \| \| \| Piciformes \| \| \| \| |
|                    | Coraciiformes                                                |
|                    |                                                              |
|                    | Piciformes                                                   |
|                    |                                                              |

|  | Coraciiformes |
|  |               |
|  | Piciformes    |
|  |               |

|                    | Bucerotiformes                                               |
|                    |                                                              |
| Picodynastornithes | \| \| Coraciiformes \| \| \| \| \| \| Piciformes \| \| \| \| |
|                    | \| \| Coraciiformes \| \| \| \| \| \| Piciformes \| \| \| \| |
|                    | Coraciiformes                                                |
|                    |                                                              |
|                    | Piciformes                                                   |
|                    |                                                              |

|  | Coraciiformes |
|  |               |
|  | Piciformes    |
|  |               |

|                    | Bucerotiformes                                               |
|                    |                                                              |
| Picodynastornithes | \| \| Coraciiformes \| \| \| \| \| \| Piciformes \| \| \| \| |
|                    | \| \| Coraciiformes \| \| \| \| \| \| Piciformes \| \| \| \| |
|                    | Coraciiformes                                                |
|                    |                                                              |
|                    | Piciformes                                                   |
|                    |                                                              |

|  | Coraciiformes |
|  |               |
|  | Piciformes    |
|  |               |

|                    | Bucerotiformes                                               |
|                    |                                                              |
| Picodynastornithes | \| \| Coraciiformes \| \| \| \| \| \| Piciformes \| \| \| \| |
|                    | \| \| Coraciiformes \| \| \| \| \| \| Piciformes \| \| \| \| |
|                    | Coraciiformes                                                |
|                    |                                                              |
|                    | Piciformes                                                   |
|                    |                                                              |

|  | Coraciiformes |
|  |               |
|  | Piciformes    |
|  |               |

|                    | Bucerotiformes                                               |
|                    |                                                              |
| Picodynastornithes | \| \| Coraciiformes \| \| \| \| \| \| Piciformes \| \| \| \| |
|                    | \| \| Coraciiformes \| \| \| \| \| \| Piciformes \| \| \| \| |
|                    | Coraciiformes                                                |
|                    |                                                              |
|                    | Piciformes                                                   |
|                    |                                                              |

|  | Coraciiformes |
|  |               |
|  | Piciformes    |
|  |               |

|                    | Bucerotiformes                                               |
|                    |                                                              |
| Picodynastornithes | \| \| Coraciiformes \| \| \| \| \| \| Piciformes \| \| \| \| |
|                    | \| \| Coraciiformes \| \| \| \| \| \| Piciformes \| \| \| \| |
|                    | Coraciiformes                                                |
|                    |                                                              |
|                    | Piciformes                                                   |
|                    |                                                              |

|  | Coraciiformes |
|  |               |
|  | Piciformes    |
|  |               |

|                    | Bucerotiformes                                               |
|                    |                                                              |
| Picodynastornithes | \| \| Coraciiformes \| \| \| \| \| \| Piciformes \| \| \| \| |
|                    | \| \| Coraciiformes \| \| \| \| \| \| Piciformes \| \| \| \| |
|                    | Coraciiformes                                                |
|                    |                                                              |
|                    | Piciformes                                                   |
|                    |                                                              |

|  | Coraciiformes |
|  |               |
|  | Piciformes    |
|  |               |

|                    | Bucerotiformes                                               |
|                    |                                                              |
| Picodynastornithes | \| \| Coraciiformes \| \| \| \| \| \| Piciformes \| \| \| \| |
|                    | \| \| Coraciiformes \| \| \| \| \| \| Piciformes \| \| \| \| |
|                    | Coraciiformes                                                |
|                    |                                                              |
|                    | Piciformes                                                   |
|                    |                                                              |

|  | Coraciiformes |
|  |               |
|  | Piciformes    |
|  |               |

|                    | Bucerotiformes                                               |
|                    |                                                              |
| Picodynastornithes | \| \| Coraciiformes \| \| \| \| \| \| Piciformes \| \| \| \| |
|                    | \| \| Coraciiformes \| \| \| \| \| \| Piciformes \| \| \| \| |
|                    | Coraciiformes                                                |
|                    |                                                              |
|                    | Piciformes                                                   |
|                    |                                                              |

|  | Coraciiformes |
|  |               |
|  | Piciformes    |
|  |               |

|                    | Bucerotiformes                                               |
|                    |                                                              |
| Picodynastornithes | \| \| Coraciiformes \| \| \| \| \| \| Piciformes \| \| \| \| |
|                    | \| \| Coraciiformes \| \| \| \| \| \| Piciformes \| \| \| \| |
|                    | Coraciiformes                                                |
|                    |                                                              |
|                    | Piciformes                                                   |
|                    |                                                              |

|  | Coraciiformes |
|  |               |
|  | Piciformes    |
|  |               |

|                    | Bucerotiformes                                               |
|                    |                                                              |
| Picodynastornithes | \| \| Coraciiformes \| \| \| \| \| \| Piciformes \| \| \| \| |
|                    | \| \| Coraciiformes \| \| \| \| \| \| Piciformes \| \| \| \| |
|                    | Coraciiformes                                                |
|                    |                                                              |
|                    | Piciformes                                                   |
|                    |                                                              |

|  | Coraciiformes |
|  |               |
|  | Piciformes    |
|  |               |

|                    | Bucerotiformes                                               |
|                    |                                                              |
| Picodynastornithes | \| \| Coraciiformes \| \| \| \| \| \| Piciformes \| \| \| \| |
|                    | \| \| Coraciiformes \| \| \| \| \| \| Piciformes \| \| \| \| |
|                    | Coraciiformes                                                |
|                    |                                                              |
|                    | Piciformes                                                   |
|                    |                                                              |

|  | Coraciiformes |
|  |               |
|  | Piciformes    |
|  |               |

|                    | Bucerotiformes                                               |
|                    |                                                              |
| Picodynastornithes | \| \| Coraciiformes \| \| \| \| \| \| Piciformes \| \| \| \| |
|                    | \| \| Coraciiformes \| \| \| \| \| \| Piciformes \| \| \| \| |
|                    | Coraciiformes                                                |
|                    |                                                              |
|                    | Piciformes                                                   |
|                    |                                                              |

|  | Coraciiformes |
|  |               |
|  | Piciformes    |
|  |               |

|  | Accipitriformes |
|  |                 |
|  | Cathartiformes  |
|  |                 |

|                    | Bucerotiformes                                               |
|                    |                                                              |
| Picodynastornithes | \| \| Coraciiformes \| \| \| \| \| \| Piciformes \| \| \| \| |
|                    | \| \| Coraciiformes \| \| \| \| \| \| Piciformes \| \| \| \| |
|                    | Coraciiformes                                                |
|                    |                                                              |
|                    | Piciformes                                                   |
|                    |                                                              |

|  | Coraciiformes |
|  |               |
|  | Piciformes    |
|  |               |

|                    | Bucerotiformes                                               |
|                    |                                                              |
| Picodynastornithes | \| \| Coraciiformes \| \| \| \| \| \| Piciformes \| \| \| \| |
|                    | \| \| Coraciiformes \| \| \| \| \| \| Piciformes \| \| \| \| |
|                    | Coraciiformes                                                |
|                    |                                                              |
|                    | Piciformes                                                   |
|                    |                                                              |

|  | Coraciiformes |
|  |               |
|  | Piciformes    |
|  |               |

|                    | Bucerotiformes                                               |
|                    |                                                              |
| Picodynastornithes | \| \| Coraciiformes \| \| \| \| \| \| Piciformes \| \| \| \| |
|                    | \| \| Coraciiformes \| \| \| \| \| \| Piciformes \| \| \| \| |
|                    | Coraciiformes                                                |
|                    |                                                              |
|                    | Piciformes                                                   |
|                    |                                                              |

|  | Coraciiformes |
|  |               |
|  | Piciformes    |
|  |               |

|                    | Bucerotiformes                                               |
|                    |                                                              |
| Picodynastornithes | \| \| Coraciiformes \| \| \| \| \| \| Piciformes \| \| \| \| |
|                    | \| \| Coraciiformes \| \| \| \| \| \| Piciformes \| \| \| \| |
|                    | Coraciiformes                                                |
|                    |                                                              |
|                    | Piciformes                                                   |
|                    |                                                              |

|  | Coraciiformes |
|  |               |
|  | Piciformes    |
|  |               |

|                    | Bucerotiformes                                               |
|                    |                                                              |
| Picodynastornithes | \| \| Coraciiformes \| \| \| \| \| \| Piciformes \| \| \| \| |
|                    | \| \| Coraciiformes \| \| \| \| \| \| Piciformes \| \| \| \| |
|                    | Coraciiformes                                                |
|                    |                                                              |
|                    | Piciformes                                                   |
|                    |                                                              |

|  | Coraciiformes |
|  |               |
|  | Piciformes    |
|  |               |

|                    | Bucerotiformes                                               |
|                    |                                                              |
| Picodynastornithes | \| \| Coraciiformes \| \| \| \| \| \| Piciformes \| \| \| \| |
|                    | \| \| Coraciiformes \| \| \| \| \| \| Piciformes \| \| \| \| |
|                    | Coraciiformes                                                |
|                    |                                                              |
|                    | Piciformes                                                   |
|                    |                                                              |

|  | Coraciiformes |
|  |               |
|  | Piciformes    |
|  |               |

|                    | Bucerotiformes                                               |
|                    |                                                              |
| Picodynastornithes | \| \| Coraciiformes \| \| \| \| \| \| Piciformes \| \| \| \| |
|                    | \| \| Coraciiformes \| \| \| \| \| \| Piciformes \| \| \| \| |
|                    | Coraciiformes                                                |
|                    |                                                              |
|                    | Piciformes                                                   |
|                    |                                                              |

|  | Coraciiformes |
|  |               |
|  | Piciformes    |
|  |               |

|                    | Bucerotiformes                                               |
|                    |                                                              |
| Picodynastornithes | \| \| Coraciiformes \| \| \| \| \| \| Piciformes \| \| \| \| |
|                    | \| \| Coraciiformes \| \| \| \| \| \| Piciformes \| \| \| \| |
|                    | Coraciiformes                                                |
|                    |                                                              |
|                    | Piciformes                                                   |
|                    |                                                              |

|  | Coraciiformes |
|  |               |
|  | Piciformes    |
|  |               |

|                    | Bucerotiformes                                               |
|                    |                                                              |
| Picodynastornithes | \| \| Coraciiformes \| \| \| \| \| \| Piciformes \| \| \| \| |
|                    | \| \| Coraciiformes \| \| \| \| \| \| Piciformes \| \| \| \| |
|                    | Coraciiformes                                                |
|                    |                                                              |
|                    | Piciformes                                                   |
|                    |                                                              |

|  | Coraciiformes |
|  |               |
|  | Piciformes    |
|  |               |

|                    | Bucerotiformes                                               |
|                    |                                                              |
| Picodynastornithes | \| \| Coraciiformes \| \| \| \| \| \| Piciformes \| \| \| \| |
|                    | \| \| Coraciiformes \| \| \| \| \| \| Piciformes \| \| \| \| |
|                    | Coraciiformes                                                |
|                    |                                                              |
|                    | Piciformes                                                   |
|                    |                                                              |

|  | Coraciiformes |
|  |               |
|  | Piciformes    |
|  |               |

|                    | Bucerotiformes                                               |
|                    |                                                              |
| Picodynastornithes | \| \| Coraciiformes \| \| \| \| \| \| Piciformes \| \| \| \| |
|                    | \| \| Coraciiformes \| \| \| \| \| \| Piciformes \| \| \| \| |
|                    | Coraciiformes                                                |
|                    |                                                              |
|                    | Piciformes                                                   |
|                    |                                                              |

|  | Coraciiformes |
|  |               |
|  | Piciformes    |
|  |               |

|                    | Bucerotiformes                                               |
|                    |                                                              |
| Picodynastornithes | \| \| Coraciiformes \| \| \| \| \| \| Piciformes \| \| \| \| |
|                    | \| \| Coraciiformes \| \| \| \| \| \| Piciformes \| \| \| \| |
|                    | Coraciiformes                                                |
|                    |                                                              |
|                    | Piciformes                                                   |
|                    |                                                              |

|  | Coraciiformes |
|  |               |
|  | Piciformes    |
|  |               |

|                    | Bucerotiformes                                               |
|                    |                                                              |
| Picodynastornithes | \| \| Coraciiformes \| \| \| \| \| \| Piciformes \| \| \| \| |
|                    | \| \| Coraciiformes \| \| \| \| \| \| Piciformes \| \| \| \| |
|                    | Coraciiformes                                                |
|                    |                                                              |
|                    | Piciformes                                                   |
|                    |                                                              |

|  | Coraciiformes |
|  |               |
|  | Piciformes    |
|  |               |

|                    | Bucerotiformes                                               |
|                    |                                                              |
| Picodynastornithes | \| \| Coraciiformes \| \| \| \| \| \| Piciformes \| \| \| \| |
|                    | \| \| Coraciiformes \| \| \| \| \| \| Piciformes \| \| \| \| |
|                    | Coraciiformes                                                |
|                    |                                                              |
|                    | Piciformes                                                   |
|                    |                                                              |

|  | Coraciiformes |
|  |               |
|  | Piciformes    |
|  |               |

|                    | Bucerotiformes                                               |
|                    |                                                              |
| Picodynastornithes | \| \| Coraciiformes \| \| \| \| \| \| Piciformes \| \| \| \| |
|                    | \| \| Coraciiformes \| \| \| \| \| \| Piciformes \| \| \| \| |
|                    | Coraciiformes                                                |
|                    |                                                              |
|                    | Piciformes                                                   |
|                    |                                                              |

|  | Coraciiformes |
|  |               |
|  | Piciformes    |
|  |               |

|                    | Bucerotiformes                                               |
|                    |                                                              |
| Picodynastornithes | \| \| Coraciiformes \| \| \| \| \| \| Piciformes \| \| \| \| |
|                    | \| \| Coraciiformes \| \| \| \| \| \| Piciformes \| \| \| \| |
|                    | Coraciiformes                                                |
|                    |                                                              |
|                    | Piciformes                                                   |
|                    |                                                              |

|  | Coraciiformes |
|  |               |
|  | Piciformes    |
|  |               |

|                  | Falconiformes                                                    |
|                  |                                                                  |
| Psittacopasserae | \| \| Psittaciformes \| \| \| \| \| \| Passeriformes \| \| \| \| |
|                  | \| \| Psittaciformes \| \| \| \| \| \| Passeriformes \| \| \| \| |
|                  | Psittaciformes                                                   |
|                  |                                                                  |
|                  | Passeriformes                                                    |
|                  |                                                                  |

|  | Psittaciformes |
|  |                |
|  | Passeriformes  |
|  |                |

|                  | Falconiformes                                                    |
|                  |                                                                  |
| Psittacopasserae | \| \| Psittaciformes \| \| \| \| \| \| Passeriformes \| \| \| \| |
|                  | \| \| Psittaciformes \| \| \| \| \| \| Passeriformes \| \| \| \| |
|                  | Psittaciformes                                                   |
|                  |                                                                  |
|                  | Passeriformes                                                    |
|                  |                                                                  |

|  | Psittaciformes |
|  |                |
|  | Passeriformes  |
|  |                |